# 区域居民称谓词
区域居民称谓词（英语：demonym）指一个认明特定地方的居民或本地人的词汇，通常来源于该地方的名称或族群名称。原本用于指称居住于特定区域之居民的称呼用语，而且在拼写上可视为该区域地名的衍生词。值得注意的是，区域居民称谓词的定义并未涉及法律上的概念，即它并非是强调是按照法律意义上的公民国籍属性，而只是笼统地按共同居住的地域来称呼某人或某人群。

## 例子
如汉语“美国人”（英语：American）一词常泛指居住于美国的人，它也是地名“美国”的衍生词。同理，英语“Norwegian”（挪威语：norske）一词常用于称呼居住在挪威的人，它本身也是地名“Norway”（挪威语：Norge）的衍生词。
在中國，“廣東人”一詞常泛指居住於廣東省的人，它也是地名“廣東”的衍生詞，但廣義來說，除了居於廣東省，地域上位於“廣東”沿海一帶的人，例如港澳地區居民中籍貫為廣東的人，也稱為廣東人，這不涉法律上的戶籍概念。